# Trachylepis tavaratra
Trachylepis tavaratra är en ödleart som beskrevs av  Ramanamanjato NUSSBAUM och RAXWORTHY 1999. Trachylepis tavaratra ingår i släktet Trachylepis och familjen skinkar. IUCN kategoriserar arten globalt som sårbar. Inga underarter finns listade i Catalogue of Life.